# Maikro Romero
Maikro Eusebio Romero Esquivel (Havanna, 1972. december 9. –) kubai ökölvívó.

## Eredményei
Hatszoros kubai bajnok (1992, 1993, 1994, 1997, 1999, 2000)
- 1996-ban olimpiai bajnok légsúlyban, a döntőben a kazah Bolat Zsumagyilovot győzte le szoros pontozással (12–11).
- 1997-ben világbajnok papírsúlyban.
- 1999-ben aranyérmes a pánamerikai játékokon papírsúlyban.
- 1999-ben ezüstérmes a világbajnokságon papírsúlyban.
- 2000-ben bronzérmes az olimpián papírsúlyban.
- 2001-ben a világbajnokságon nem szerzett érmek, a selejtezők során nagyon szoros pontozással (20–21) maradt alul az ukrán Volodimir Szidorenkóval szemben.